# الصناديق الخيرية
الصندوق الخيري هو صندوق ائتماني غير قابل للإلغاء تم إنشاؤه لأغراض خيرية، في بعض الولايات القضائية، يعد مصطلحًا أكثر تحديدًا من " منظمة خيرية "، تتمتع المؤسسة الخيرية بدرجات متفاوتة من المزايا الضريبية في معظم البلدان وتولد أيضًا حسن النية، تتضمن بعض المصطلحات المهمة في الصناديق الخيرية مصطلح " corpus " (باللغة اللاتينية "هيئة")، في إشارة إلى الأصول التي يتم تمويل الصندوق بها، ومصطلح "المانح"، وهو الشخص الذي يتبرع بالأصول إلى مؤسسة خيرية.

## الصناديق الخيرية في الهند
في الهند، لا تحصل الصناديق التي تم إنشاؤها لأسباب اجتماعية والتي وافقت عليها إدارة ضريبة الدخل على إعفاء من دفع الضرائب فحسب، بل يمكن للمانحين لهذه الصناديق أيضًا خصم المبلغ المتبرع به من دخلهم الخاضع للضريبة، ويعترف الإطار القانوني في الهند بأنشطة مثل "إغاثة الفقراء، والتعليم، والإغاثة الطبية، والحفاظ على الآثار والبيئة، والنهوض بأي غرض آخر ذي منفعة عامة" كأغراض خيرية، والشركات التي تم تشكيلها بموجب المادة 8 من قانون الشركات لعام 2013، لتعزيز الأعمال الخيرية، تحصل أيضًا على مزايا بموجب القانون، بما في ذلك الإعفاء من الأحكام الإجرائية المختلفة لقانون الشركات - سواء كليًا أو جزئيًا - ويحق لها الحصول على إعفاءات أخرى قد تسمح بها الحكومة المركزية.

## الصناديق الخيرية في إيران
في جمهورية إيران الإسلامية، تشكل الصناديق الخيرية الدينية، أو البونياد، جزءًا كبيرًا من اقتصاد البلاد، حيث تسيطر على ما يقدر بنحو 20٪ من الناتج المحلي الإجمالي لإيران، وعلى عكس بعض الدول الأخرى ذات الأغلبية المسلمة، تتلقى البونياد إعانات مالية كبيرة ومثيرة للجدل من الحكومة الإيرانية.

## الصناديق الخيرية في المملكة المتحدة
في إنجلترا وويلز، تمثل الصناديق الخيرية شكلاً من أشكال الثقة الصريحة المخصصة للأهداف الخيرية، وهناك العديد من المزايا لحالة الائتمان الخيري، بما في ذلك الإعفاء من معظم أشكال الضرائب والحرية للأمناء التي لا توجد في أنواع أخرى من الصناديق الاستئمانية الإنجليزية، لكي تعتبر المؤسسة الخيرية صالحة، يجب على المنظمة أن تثبت وجود غرض خيري ومنفعة عامة، تنقسم الأغراض الخيرية المطبقة عادة إلى أربع فئات:
1. صناديق الائتمان لتخفيف الفقر
2. صناديق الائتمان لتعزيز التعليم
3. صناديق الائتمان للنهوض بالدين
4. جميع أنواع الصناديق الاستئمانية الأخرى التي يعترف بها القانون.

ويشمل ذلك أيضًا الصناديق الاستئمانية لصالح الحيوانات والصناديق الاستئمانية لصالح المنطقة المحلية، بالإضافة إلى ذلك، هناك شرط بأن تعود أغراض الصندوق بالنفع على الجمهور أو قسم معين من الجمهور، وليس مجرد مجموعة من الأفراد.
هناك عدة ظروف تجعل مثل هذه الثقة غير صالحة، يحظر على الصناديق الخيرية أن تعمل من أجل الربح، ولا يجوز أن تكون أغراضها غير خيرية إلا إذا كانت هذه الأغراض تابعة للهدف الخيري، علاوة على ذلك، من غير المقبول أن تشارك المؤسسات الخيرية في حملات من أجل التغيير السياسي أو القانوني، ومع ذلك، فإن مناقشة القضايا السياسية بطريقة محايدة أمر مسموح به، تتم إدارة الصناديق الخيرية، مثل الصناديق الاستئمانية الأخرى، من قبل الأمناء، ولكن لا توجد علاقة مباشرة بين الأمناء والمستفيدين، وينتج عن ذلك نقطتان رئيسيتان: أولاً، يتمتع أمناء المؤسسة الخيرية بقدر أكبر من الحرية في التصرف مقارنة بالأمناء الآخرين، وثانيًا، لا يمكن للمستفيدين اتخاذ إجراءات قانونية ضد الأمناء، وبدلاً من ذلك، يتم تمثيل المستفيدين من قبل المدعي العام لإنجلترا وويلز بصفتهم آباء الوطن، الذين يظهرون نيابة عن التاج.
ويتم تقاسم الاختصاص القضائي في النزاعات الخيرية بالتساوي بين محكمة العدل العليا ومفوضية المؤسسات الخيرية، واللجنة، باعتبارها السلطة الأساسية، مسؤولة عن تنظيم وتعزيز الصناديق الخيرية، كما يقدم المشورة والآراء للأمناء بشأن المسائل الإدارية، في الحالات التي تكتشف فيها اللجنة سوء الإدارة، يكون لها سلطة اتخاذ إجراءات ضد الأمناء، ويشمل ذلك عزلهم، أو تعيين أمناء جدد، أو حتى تولي السيطرة مؤقتًا على الممتلكات الائتمانية لمنع الضرر، في الحالات التي توجد فيها مشكلات مع مؤسسة خيرية، يمكن للمحكمة العليا تنفيذ المخططات التي تملي عمل المؤسسة الخيرية.

## الصناديق الخيرية في الولايات المتحدة
في الولايات المتحدة يستخدم العديد من الأفراد الصناديق الخيرية لترك كل أو جزء من ممتلكاتهم للأعمال الخيرية عند وفاتهم، سواء لأغراض خيرية أو للحصول على مزايا ضريبية معينة، يمكن إنشاء الصناديق الخيرية بين الأحياء (خلال حياة المتبرع) أو كجزء من الثقة أو الوصية عند الوفاة (الوصية)، هناك نوعان أساسيان من الصناديق الخيرية الأمريكية:
1. الصناديق الاستئمانية الخيرية المتبقية (CRT)
2. الصناديق الاستئمانية الخيرية المتقدمة (CLT)

بالإضافة إلى ذلك، هناك صندوق المعاش الخيري المحسن (OCLAT) المصمم لتعظيم الفوائد الضريبية والاقتصادية للمساهم.
الصناديق الخيرية المتبقية هي هياكل غير قابلة للإلغاء أنشأها المانح لتوفير مصدر دخل للمستفيد من الدخل، في حين تتلقى المؤسسة الخيرية العامة أو المؤسسة الخاصة القيمة المتبقية عند انتهاء الصندوق، وتم تعريف صناديق الائتمان "المصالح المقسمة" هذه في المادة 664 من قانون الإيرادات الداخلية وهي عادة معفاة من الضرائب، وتقوم مؤسسة القسم 664 بسداد دفعات إما بمبلغ ثابت ( صندوق الأقساط الخيري المتبقي ) أو نسبة مئوية من أصل الائتمان (الصندوق الخيري المتبقي unitrust)، إما إلى المانح أو إلى مستفيد آخر محدد، إذا كانت الثقة مؤهلة بموجب رمز مصلحة الضرائب الأمريكية، يجوز للمانح المطالبة بخصم ضريبة الدخل الخيري مقابل تبرعه للصندوق، علاوة على ذلك، قد لا يحتاج المانح إلى دفع ضريبة أرباح رأسمالية فورية عندما يتخلص الصندوق من الأصول المقدرة ويشتري أصول أخرى مدرة للدخل لتمويل الصندوق، في نهاية فترة الصندوق، والتي قد تعتمد على الحياة أو على مدى سنوات، تتلقى المؤسسة الخيرية أي مبلغ متبقي في الثقة، توفر الصناديق الاستئمانية الخيرية المتبقية مرونة في توزيع الدخل وقد تكون مفيدة في التخطيط للتقاعد، في حين أن صناديق المعاشات الخيرية المتبقية التي تدفع مبلغًا ثابتًا بالدولار تكون أكثر صرامة وعادة ما تجتذب المانحين الأكبر سنًا الذين لا يهتمون بتأثير التضخم على توزيعات الدخل، والذين يستخدمون النقدية أو الأوراق المالية القابلة للتسويق لتمويل الصناديق، في بعض الحالات، قد يكون صندوق الدخل المجمع الأقل تعقيدًا أكثر ملاءمة من الصناديق الخيرية المتبقية.
الصناديق الاستئمانية الخيرية المتقدمة هي عكس الصناديق الاستئمانية الخيرية المتبقية وتقوم بتسديد الدفعات للجمعيات الخيرية طوال مدة الصندوق، على غرار الثقة المتبقية الخيرية، قد تكون المدفوعات إما مبلغًا ثابتًا (صندوق الأقساط الخيرية) أو نسبة مئوية من أصل الصندوق (صندوق الائتمان الخيري)، وفي نهاية مدة الصندوق، يمكن أن يعود الباقي إما إلى المتبرع أو إلى الورثة الذين يعينهم المتبرع، قد يطالب المانح أحيانًا بخصم ضريبة الدخل الخيري أو خصم ضريبة الهدايا/العقارات مقابل تقديم هدية ائتمانية رئيسية، اعتمادًا على نوع الثقة الخيرية الرائدة. بشكل عام، لا يؤدي الصندوق الائتماني الرئيسي غير المانح إلى خصم ضريبة الدخل الحالية، ولكنه يلغي الأصل (أو جزء من قيمة الأصل) من ملكية المتبرع.

## أنظر أيضا
- منظمة خيرية
- مؤسسة (منظمة غير ربحية)
- الوقف، وقف خيري إسلامي.